# Pardaliparus
Pardaliparus – rodzaj ptaków z rodziny sikor (Paridae).

## Zasięg występowania
Rodzaj obejmuje gatunki występujące we wschodniej Azji – w Chinach i Filipinach.

## Morfologia
Długość ciała 10–13 cm, masa ciała 9–15 g.

## Systematyka
Rodzaj zdefiniował w 1884 roku belgijski zoolog Edmond de Sélys Longchamps na łamach „Bulletin de la Société zoologique de France”. Autor nie wskazał gatunku typowego. W ramach późniejszego oznaczenia w 1902 roku amerykański ornitolog Charles Wallace Richmond na typ nomenklatoryczny wyznaczył sikorę plamistą (P. elegans).

### Etymologia
Pardaliparus: zbitka wyrazowa nazw rodzajów: Pardalotus Vieillot, 1816 (lamparcik) oraz Parus Linnaeus, 1758 (sikora).

### Podział systematyczny
Takson wyodrębniony ostatnio z Periparus. Do rodzaju należą następujące gatunki:
- Pardaliparus venustulus (Swinhoe, 1870) – sikora żółtobrzucha
- Pardaliparus elegans (Lesson, 1831) – sikora plamista
- Pardaliparus amabilis (Sharpe, 1877) – sikora kapturowa